# Ramón Juárez
Ramón Juárez del Castillo (ur. 9 maja 2001 w Rioverde) – meksykański piłkarz występujący na pozycji środkowego obrońcy, od 2023 roku zawodnik Amériki.